# Pallavicini Ede
Pallavicini Ede, őrgróf (Sopron, 1845. július 5. – Fiume, 1914. január 19.) közgazdász és politikus, a főrendi ház tagja, sokáig jegyzője, valóságos belső titkos tanácsos. Az 1956-os forradalom kivégzett mártírjának, Pálinkás-Pallavicini Antalnak a nagyapja.

## Származása
Az olasz eredetű főnemesi őrgróf Pallavicini család leszármazottja. Édesapja Pallavicini Arthur (1810–1872), császár és királyi aranykulcsos, a 7. huszárezred kapitánya, édesanyja gróf Spaur Teréz (1818-1902) csillagkeresztes hölgy volt. Apai nagyapja volt az a Pallavicini Edvard (1787–1839) őrgróf, aki 1827-ben megkapta a magyar honosságot; az apai nagyanyja gróf Josephine zu Hardegg auf Glatz und im Machlande (1784–1850) volt. Az anyai nagyszülei gróf Johann Baptist zu Spaur und Flavon (1777–1852), földbirtokos, és gróf Bissingen-Nippenburg Amália (1784–1861) voltak. Az apai nagybátyja őrgróf Pallavicini Roger (1814–1874), az őrgróf Csáky-Pallavicini ág megalapítója. Pallavicini Ede őrgrófnak a fivére Pallavicini János őrgróf szintén politikai pályára lépett.

## Életpályája
Tanulmányait Sopronban és Pozsonyban végezte. 1867-ben lépett közigazgatási pályára, Sopron vármegye tiszteletbeli aljegyzőjeként. 1869-től 1880-ig a pénzügyminisztériumban dolgozott, ahonnan miniszteri tanácsosként távozott. Ezután a Magyar Általános Hitelbank igazgatója lett. 1878-tól császári és királyi kamarási tisztséget töltött be, 1897-ben titkos tanácsos lett.
1900-ban lemondott vezérigazgatói tisztjéről, és a Dunántúli Közművelődési Egyesület elnöke lett. Emellett számos más gazdasági vállalkozás kezdeményezője, igazgatósági tagja volt; az országos földhitelintézet választmányi tagja. Elnöke a kőolajfinomító részvénytársaságnak, a Ganz vasöntöde és gépgyárnak, a brassói cellulózgyárnak, a Franklin-társulatnak, a magyar fém- és lámpaárugyárnak, a mezőgazdasági ipar részvénytársaságnak, a kőolajkutatásra alakult részvénytársaságnak. Alelnöke a fiumei első magyar rizshántoló- és rizskeményítő-gyárnak, az Országos Magyar Gazdasági Egyesületnek. Magyarország közép-európai közgazdasági egyesületének és a Gazdák biztosító szövetkezetének igazgatósági tagja, az országos központi hitelszövetkezet igazgatója.
A magyar közlekedésügy terén is élénk tevékenységet folytatott, nagy szerepet vállalt a budapest-pécsi vasút építésében, melynek elnöke is volt, annak államosításáig. Más mellékvasutak megépítésében is vállalt részt.
1884-ben megkapta a Vaskorona-rend második osztályát, elismerésül a „magyar állami hitel emelése körül szerzett érdemeiért.” Jelentős szerepe volt a kormány pénzügyi műveleteinek intézésében is.

## Házassága

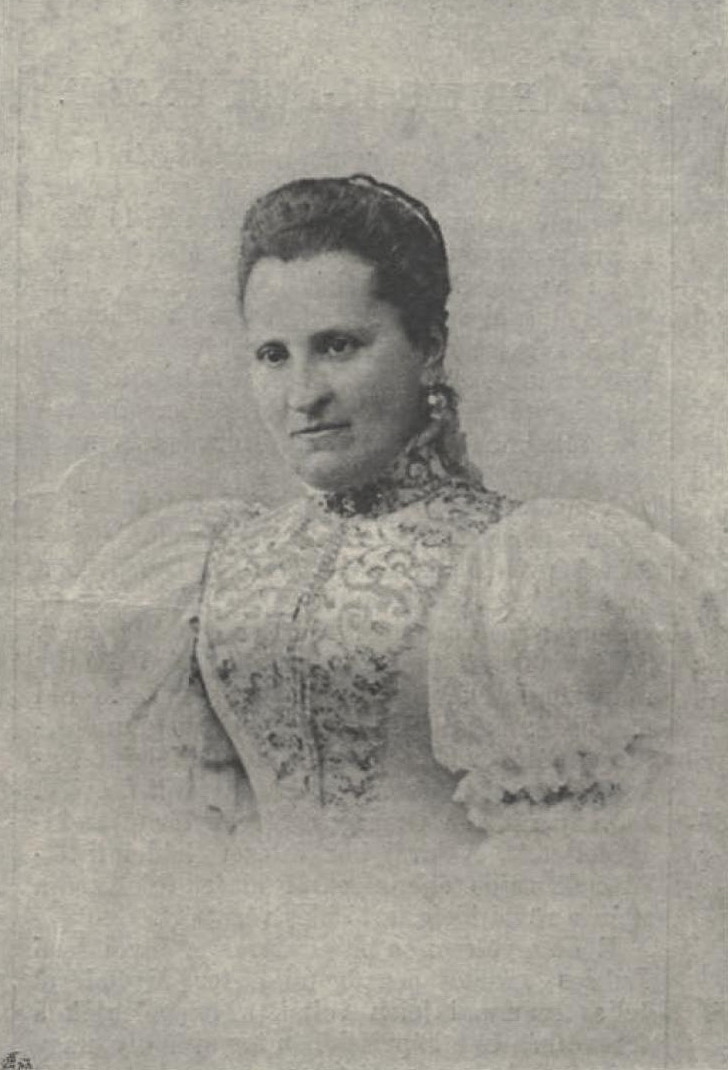
Pallaviciné Majláth Etelka

1873. szeptember 28-án, Valpón vette feleségül székhelyi Majláth Etelkát (Adelhaid, Adélként használta), (*Pécs, 1853. február 2.–† Budapest, 1936. június 16.) csillagkeresztes és palotahölgyet, Mailáth György országbíró és báró Prandau-Hilleprand Stefánia leányát, Majláth Gusztáv Károly erdélyi püspök (1864–1940) nővérét.
Felesége tevékenyen részt vett a szegények megsegítésében. Többek között a Budai Jótékony Nőegylet elnöki tisztségét is viselte 1890-től. Az egyesület 80 éves fennállására kiadott dr. budavári Országh Sándor által szerkesztett, A Budai Jótékony Nőegylet 1817-1897 című könyvében így méltatja az őrgrófné tevékenységét: "Az ápoldát igen gyakran meg-meglátogatja, az elaggott öreg asszonyokat vigasztalja, igen sokszor élelmiszereket, bort, kávét ajándékoz nekik s így megjelenése ünnepszámba megy az ápoldában.... A várbeli óvoda az Uri-utcza 38. sz. házban, az ő kezdeményezésére a régi, mélyebb helyiségekből, a háznak – bástyára nyíló- földszinti homlokzatára helyeztetett át. Az átalakítási költség 1900 frt, a törzsvagyonból vétetett. Ez áthelyezés, a szükségessé vált átalakítások folytán nagy költséget okozott ugyan az egyesületnek, de most két világos tanterem van benne... Az ő közbenjárására tett édesanyja, özvegy Majláth Györgyné 3000 frtos alapítványt s ő volt a kérvényező az egyesületnek az 1895-ki állami sorsjátékból leendő részeltetése iránt, melyet azután felséges urunk, királyunk legkegyelmesebben elrendelni is méltóztatott....A szegényeket és ügyefogyottakat nagy mértékben segélyezi és pedig nemcsak az egyesület szűk korlátain belül, hanem részben saját pénztárából, részben oly forrásokból is, melyeket egyenesen az ő buzgalma nyitott meg a szegények számára. Így például báró Rothschild az ő közbenjárására adott 1000 frtot, mely összeg két télen át a szegényeknek jutott....Tettereje és nemes gondolkozása, a mostoha körülmények közt is, fenn fogja tartani a budai nőegyesület jó hírnevét és működési képességét, sőt az eddigiek után ítélve, jogosult az a feltevés, hogy újabb virágzás is fog bekövetkezni."
1907-ben Pallavicini Edéné Andrássy Aladárnéval, gróf Batthyány Lajosnéval valamint Ferenczy Idával karöltve kérvényezte a királytól, hogy Erzsébet királyné személyes tárgyaiból adományozzon a magyar nemzetnek egy pár darabot. Ezzel teremtve meg a királyné emlékmúzeumának alapját.

### Leszármazottjai
Házasságukból a következő gyermekek születettek:
- Eduardina (Edina) (Budapest, 1877. április 24.- Alhaurín de la Torre, Spanyolország, 1964. február 15.), aki  1901. augusztus 24-én, Mosdóson feleségül ment Zichy Ráfaelhez (1877-1944). A Magyar Katolikus Nőegyesületek Országos Szövetségének alapítója (1918) elnöke és a Magyar Vöröskereszt helyettes elnöknője is volt.[5] Az 1920-as évek közepén magyarra fordította Mussolini több beszédét is (Mussolini válogatott beszédei 1922-1925, Budapest, 1927). Ez és további fordításai, a hozzájuk írt kultúrtörténeti jelentőségű kommentárjaival együtt, A Napkelet könyvtára című könyvsorozatban jelentek meg.[6] 1922-ben megalapította a Magyar Irodalmi Társaságot, melynek 1928-as megszűnéséig elnöke volt.[7] 1925-ben elvált férjétől. Válásuk nem volt csendesnek mondható, férje megvádolta, hogy viszonyt folytat Tormay Cécile-lel. A két nő azonban emiatt rágalmazási pert indított Zichy ellen és végül másfél év börtönbüntetést kapott. 
1926-ban országos mozgalmat kezdeményezett Árpád-házi Boldog Margit szenttéavatásához szükséges csodák felkutatására. 1946-ban fiához költözött Madridba. 
Egyéb fordításai: A. Coudivi: Michelangelo élete Budapest, 1926; Balonyi György: The history of Hungary, Budapest, 1933; Castiglione Baldassare: Az udvari ember  Budapest, 1940. 1941-ben Le Marquis Jean Pallavicini (1848–1941) címmel nagybátyjáról jelentetett meg egy írást. 1934–44 között az Asszonyok–Leányok című lap főszerkesztője volt.
- Stefánia (Budapest, 1880. február 26. – Budapest, 1950. január 9.), aki 1906. szeptember 28-án, Budapesten feleségül ment Hadik Adalabert grófhoz (1870-1912).
- György (1881. december 5. – 1946. január 4.) Tanulmányait Budapesten végezte, jogi képesítést nyert. 1906-ban selmecbányai, majd 1910-ben szegvári kerület országgyűlési képviselője lett. 1917 júniusában az Esterházy kormányban miniszterelnökségi államtitkár lett, de 1918 májusában lemondott. 1919-ben a Friedrich-kormány dunántúli kormánybiztossá nevezte ki. Megbízatása 1920-ban megszűnt, ekkor a dombóvári kerület országgyűlési képviselője lett. 
1911. január 30-án feleségül vette Andrássy Borbála grófnőt, akinek édesapja az 1905-ben elhunyt Andrássy Tivadar gróf volt, Andrássy Gyulának, az Osztrák–Magyar Monarchia első miniszterelnökének fia. A házasságból a következő gyermekek születtek:

Pálinkás-Pallavicini Antal, honvéd őrnagy, az 1956-os forradalom kivégzett mártírja.
Pallavicini György (Tiszadob, 1912. július 11. – 1948. május 27.), akit a szovjet titkosszolgálat Szibériába hurcolt el és ott halt meg 1948-ban.
Pallavicini Ede (Budapest, 1916. december 26.-?), felesége báró Gerliczy Ilona (*1921). Házasságukból egy fiú született, István 1946-ban, Budapesten.
Pallavicini Thyra (Theodora Victoria) (Balatonberény, 1914. február 25.- 2017. november 22). Első házasságát 1937-ben kötötte Festetics Miklóssal (Nikolaus) (1912-1971), akitől 1946-ban elvált. Második férje Dara Sándor volt.
- Mária Terézia (1884. április 15. – 1973?)